# De toornige tjiftjaf
De toornige tjiftjaf is het tachtigste stripverhaal uit de reeks van Suske en Wiske. Het is gepubliceerd in De Standaard en Het Nieuwsblad van 4 juli 1970 tot en met 12 november 1970. 
Willy Vandersteen en Paul Geerts werkten samen aan dit verhaal. Vandersteen zou niet veel later het stokje als hoofdauteur van de Suske en Wiske-verhalen helemaal doorgeven aan Geerts.
De eerste albumuitgave  in de Vierkleurenreeks was in maart 1971, met nummer 117.  

## Locaties
- België, bos met schuilhut voor koeien, dorpsherberg, de Ardennen, dorpswinkel, hut, huis vogelliefhebber met volière

## Personages
- Suske, Wiske met Schanulleke, tante Sidonia, Lambik, Jerom, vogelvanger, Jef (waard), cafégasten, veldwachter, Melanie, agent van opsporingsbrigade, jongetje, Lowie en andere vogelvangers, groene jagers, burgemeester Dekort, Schrik 1 tot 17 van de Vogelschrikbrigade, jager, dierenliefhebber, dokter

## Uitvindingen
- ministraalmotoren

## Het verhaal
De vrienden zijn enkele dagen met z'n allen op vakantie in een caravan in de natuur. Lambik en Jerom willen enkele tjiftjafs fotograferen. Dan vinden ze een kruk met vogellijm. Ze bevrijden het gevangen vogeltje, maar even later vinden de vrienden meerdere dode vogeltjes. Jerom vat de vogelvanger bij de kraag, maar de man weet te ontkomen. De vrienden gaan naar huis.
Sidonia, Suske en Wiske horen hierna wekenlang niks van Lambik en Jerom. Jerom gaat langs de mensen met een petitie tegen de vogelvangst, maar krijgt weinig medewerking. De waard van de dorpsherberg waar Jerom te gast is wordt door een enorme tjiftjaf aangevallen. De veldwachter gelooft het verhaal van de waard niet, maar komt even later een vrouw tegen die iets soortgelijks vertelt. Jerom wordt door de veldwachter verdacht, maar als ze een nieuw slachtoffer vinden wordt Jerom weer vrijgelaten. De veldwachter ziet met eigen ogen de reusachtige tjiftjaf. 
De veldwachter en Jerom lezen een briefje waarin de "Toornige Tjiftjaf" waarschuwt dat hij alle vogelbeulen zal bestrijden. Jerom gaat naar tante Sidonia en vertelt dat het briefje op haar briefpapier geschreven is, maar tante Sidonia weet van niks. Tante Sidonia wordt gearresteerd, maar als de agent haar wil meenemen wordt hij verslagen door de enorme tjiftjaf en tante Sidonia wordt vrijgelaten. De vrienden gaan opnieuw naar de caravan en vinden een vastgebonden Lambik, hij vertelt dat hij is meegenomen toen hij stenen gooide op vogeltjes in zijn tuin. Lambik verklaart de oorlog aan de vogels en vertrekt, Suske en Wiske vinden een jongetje dat door de tjiftjaf uit een boom is verjaagd toen hij eieren wilde stelen.
Wiske verbergt een camera in het bos en er wordt een foto van de tjiftjaf gemaakt, maar er is in de caravan geen middel om de foto’s te ontwikkelen. ’s Nachts breekt de tjiftjaf in en het blijkt toch Lambik te zijn, hij wil de wereld redden van jagers en insecticiden in het Natuurbeschermingsjaar. Er komt een agent bij de caravan, maar Lambik kan door het raam ontsnappen met de straalaandrijving die hij heeft gekregen van professor Barabas. Als er opnieuw vogeljagers door de tjiftjaf worden aangevallen, komen groene jagers naar het bos om de tjiftjaf te schieten. Burgemeester Dekort zweert dat hij wraak zal nemen op Lambik en hij zal de pers en televisie inschakelen om de bevolking tegen Lambik op te zetten. Tante Sidonia hoort de berichten over de vogelvangst en voor- en tegenstanders demonstreren in het hele land. Jerom is journalist geworden en moet Lambik interviewen, maar de vrienden willen hem niet vertellen waar Lambik zich verborgen houdt omdat hij neutraal wil blijven. Op de radio is een bericht, de vogelvangst zal verboden worden als de tjiftjaf zich overgeeft en Jerom vindt Lambik in een schuilhut voor koeien. Als Lambik hoort dat de vogelvangst verboden wordt, wil hij terugkeren. Dan arriveert een zwarte wagen in het bos en de vrienden moeten vluchten naar de Ardennen. 
De vrienden bouwen grote nesten in het bos en tante Sidonia verkleedt zich ook als tjiftjaf, Jerom weet niet waar zijn vrienden zijn. Suske en Wiske leggen telefoonverbindingen aan in het bos en tante Sidonia verjaagt een jager. Tante Sidonia en Lambik wonen samen met de vogeltjes in het bos en Suske en Wiske voorkomen dat mannen netten in de dorpswinkel kopen. Jerom ziet Suske en Wiske rijden en volgt hen, maar hij weet niet dat er een zender onder zijn auto is geplakt door de Vogelschrikbrigade. Als Lambik eten wil halen, wordt hij gevangen door de mannen van Vogelschrikbrigade. Tante Sidonia kan Lambik bevrijden door petroleum over de vogellijm te gieten en ze vliegen naar de nesten terug. Suske en Wiske worden gewaarschuwd en tante Sidonia en Lambik vluchten naar het noorden. Jerom neemt contact op met de kinderen, maar ze zeggen niet waar Lambik en tante Sidonia zijn. Suske en Wiske voorkomen dat Lambik en tante Sidonia worden gevangen in enorme netten, Wiskes brommer gaat stuk en de kinderen gaan samen op een brommer verder. Lambik wordt geraakt door een Schrik en tante Sidonia voorkomt dat hij te pletter valt. Tante Sidonia waarschuwt de kinderen en wordt gevonden door een vogelliefhebber, hij heeft Lambik verzorgd en hem in de volière gelegd om te herstellen van de schotwond.
De Vogelverschrikkers komen met een helikopter bij de hut en tante Sidonia vlucht met Lambik het bos in. De mannen willen het hele gebied vergiftigen met insecticiden, maar Suske en Wiske kunnen hen tegenhouden en ze gaan naar het dorp om nieuwe voorraden te halen. Lambik is er erg slecht aan toe en dan neemt Jerom contact op met tante Sidonia en hij waarschuwt een dokter. Suske en Wiske komen Jerom tegen, maar de auto wordt beschoten door de Vogelverschrikkers. Jerom kan de situatie redden, maar de dokter kan niet bij Lambik komen. Via de radio vertelt de dokter Suske, Wiske en tante Sidonia wat ze moeten doen en de operatie begint. De nesten worden in brand gestoken en tante Sidonia gaat met de gewonde Lambik naar een grot. Tante Sidonia lokt de mannen weg bij de grot, maar wordt zelf gevangengenomen. Tante Sidonia wordt als lokvogel gebruikt en Lambik komt al snel naar haar toe, hij bindt Suske en Wiske vast aan een boom. Dan belt Jerom en hij komt Lambik en tante Sidonia te hulp, hij heeft ontslag genomen omdat hij er net achter gekomen is dat de provincie Menapië de vogelvangst toch niet zal afschaffen. Jerom verslaat de Vogelverschrikkersbrigade en hoort dat de rijkswachters het hoofdkwartier gevonden hebben. Lambik bevrijdt Suske en Wiske en biedt zijn excuses aan, Suske en Wiske vertellen dat ze al lang lid zijn van de Jeugdafdeling van de Koninklijke Maatschappij voor Dierenbescherming. Lambik wordt naar huis gebracht en komt enkele dagen later op tv, hij vertelt dat de vogels nog lang niet veilig zijn door het gebruik van insecticiden en vogelvangers die de ernst van natuurbescherming niet inzien.

## Achtergronden bij het verhaal
- Het album stelt de toen nog niet verboden vogelvangst aan de kaak en lokte een heel aantal boze reacties uit van vogelvangers.[2]
- Suske zegt dat de tocht die tante Sidonia en Lambik maken erg lijkt op de tocht die Che Guevara maakte, er zijn in dit verhaal  dan ook meerdere verwijzingen naar het leven van Che Guevara. Zo gaat de gewonde Lambik vrijwillig naar zijn tegenstanders, maar de situatie wordt gered doordat Jerom komt helpen. Bij Che Guevara eindigde dit niet goed.